# Hangenbieten
Hangenbieten é uma comuna francesa na região administrativa de Grande Leste, no departamento Baixo Reno. Estende-se por uma área de 4,1 km². Em 2010 a comuna tinha 1 624 habitantes (densidade: 396,1 hab./km²).